# Agastoschizomus stygius
Agastoschizomus stygius är en spindeldjursart som beskrevs av Verner Hawsbrook Rowland 1971. Agastoschizomus stygius ingår i släktet Agastoschizomus och familjen Protoschizomidae. Inga underarter finns listade i Catalogue of Life.